# Aplosonyx fraterna
Aplosonyx fraterna es un coleóptero de la familia Chrysomelidae. Fue descrita científicamente por primera vez en 1891 por Duvivier.